# Aliatypus plutonis
Espèce
Aliatypus plutonis est une espèce d'araignées mygalomorphes de la famille des Antrodiaetidae.

## Distribution
Cette espèce est endémique de Californie aux États-Unis,. Elle se rencontre dans les comtés de Riverside et de San Diego dans les montagnes de San Bernardino.

## Description
La carapace du mâle holotype mesure 4,3 mm de long sur 3,46 mm.

## Publication originale
- Coyle, 1975 : « Systematics of the trapdoor spider genus Aliatypus (Araneae: Antrodiaetidae). » Psyche, vol. 81, no 3/4, p. 431-500 (texte intégral).